# Jan Frodeno
Jan Frodeno né le 18 août 1981 à Cologne en Allemagne est un triathlète professionnel médaillé d'or aux Jeux olympiques de 2008 à Pékin, champion  du monde d'Ironman et d'Ironman 70.3.

## Biographie

### Jeunesse
Jan Frodeno est né à Cologne en Allemagne en 1981, il grandit cependant en Afrique du Sud. À l'âge de 15 ans, il commence sa carrière sportive en tant que nageur. Trois ans plus tard, en raison de sa polyvalence dans différentes disciplines sportives, il se dirige vers le sauvetage, où il rencontre l'olympien sud-africain Conrad Stoltz, qui le promeut. Les images des Jeux Olympiques de 2000 à Sydney l'été d'après à la télévision l'ont motivé à se lancer dans le triathlon, toute nouvelle discipline olympique.

### Début de carrière
Né à Cologne, Jan Frodeno  commence le sport par la natation. En 2000 à l'âge de 19 ans, il débute en triathlon.  Il participe au championnat d'Allemagne de triathlon et se qualifie dans l'équipe nationale en 2002. Il poursuit son entraînement au centre d'entraînement olympique à Sarrebruck . Avant sa victoire olympique, son meilleur résultat est de se classer sixième aux championnats du monde 2007, et de gagner le championnat d'Allemagne. Il remporte également quelques podiums sur diverses courses de la coupe du monde de 2005 à 2008.

### Jeux olympiques et championnat du monde
Sa médaille d'or aux Jeux olympiques d'été de 2008 est une surprise. Il bat le champion olympique 2000, Simon Whitfield dans un sprint final, tandis que le favori et champion du monde de l'année l'Espagnol, Francisco Javier Gómez termine à la quatrième place. Il remporte cette médaille d'or le  lendemain de son vingt-septième anniversaire. Il continue ses participations sur le circuit mondial en 2009 et 2010 et finit 4e dans les séries mondiales de triathlon ces deux années là. Ces résultats préparant son accession au titre de champion du monde, qu'il pense obtenir en 2010.  Une 4e place à la grande finale à Budapest suffisant à son sacre. Une blessure en décide autrement malgré tous ces efforts, il finit à la 41e place , perdant le titre global au profit de Francisco Javier Gomez. Il  participe aux Jeux olympiques d'été de 2012 et  termine 6e. Jan Frodeno arrête sa carrière sur courtes distances (M et S) en 2013 après avoir remporté une médaille d'or avec l'équipe d’Allemagne dans les championnats du monde de triathlon en relais par équipe mixtes à Hambourg.

### 2013 - 2017

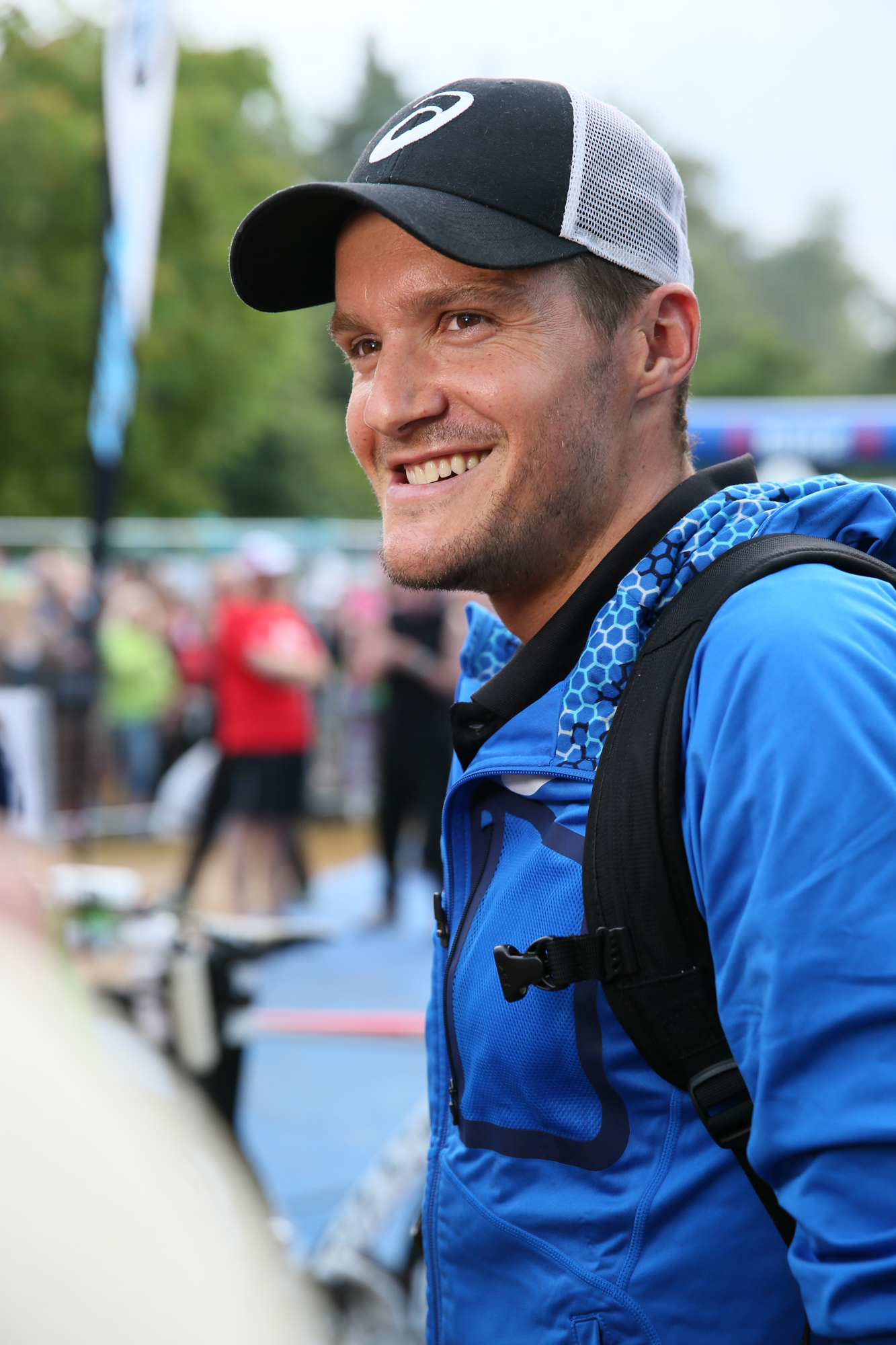
Jan Frodeno.

Jan Frodeno s'adonne ensuite aux distances plus longues et aux triathlons d'endurance. Il termine second en 2013 lors des championnats d'Europe Ironman 70.3 à Wiesbaden et remporte sa première victoire sur cette distance, lors du championnat Asie-Pacifique 2014  à Auckland en Nouvelle-Zélande. Il prend la troisième place lors de sa première participation à un Ironman, à l'occasion du championnat d'Europe Ironman. Pour sa première expérience « hawaïenne », il finit l'épreuve à  la 3e place du championnat du monde d'Ironman à Kona avec un temps de 8 h 20 min 32 s. 
En 2015 Jan Frodeno remporte la finale du championnat du monde d'Ironman 70.3 devant son compatriote Sebastian Kienle et le tenant du titre, l'Espagnol Francisco Javier Gómez Noya. Au terme d'une course très disputée qu'il termine en 3 h 51 min 19 s, le champion olympique 2008 sur courte distance, remporte son premier titre majeur sur longue distance.
Cette même année après avoir remporté l'Ironman Allemagne en établissant un nouveau record en 7 h 49 min 48 s , c'est en grand favori qu'il ne  manque pas  son rendez vous avec le titre convoité par tous les triathlètes longue distance du monde. Il devient aussi à cette occasion et après l’Australien Craig Alexander en 2011, le deuxième homme à réaliser le doublé en remportant la même année, les championnats du monde d'Ironman et d'Ironman 70.3.
Sorti de l'eau avec quelques secondes de retard sur le premier, le Néo-Zélandais Dylan McNiece et suivi d'un groupe d'une trentaine de triathlètes accusant un retard de 90 secondes. La première partie du parcours vélo n'est pas décisive et jusqu'au demi tour d'Hawi, il  reste au contact d'un groupe assez compact de 17 triathlètes. C'est lors de la partie retour que se crée de faibles écarts, l’Américain Timothy O'Donnell lançant quelques attaques à quarante kilomètres de l'arrivée, mais ne parvient pas à décrocher Frodeno qui reprend un léger avantage et en finit pour le vélo avec 30 seconde d'avance sur O'Donnell et 55 sur le tenant du titre, Sebastian Kienle. Il imprime un rythme élevé au marathon et porte son avantage au kilomètre 21, à 2 minutes sur O'Donnell. Son compatriote Andreas Raelert vice-champion du monde 2009 et 2012 effectue une belle remontée et passe Timothy O'Donnell qui lâche prise et perd sa deuxième place. Malgré une fatigue apparente dans les derniers kilomètres, Jan Frodeno termine le marathon en 2 h 52 min 21 s et s'arroge la victoire en 8 h 17 min 43 s. Andreas Raelert pour la troisième fois prend la seconde place, Timotthy O'Donnell au terme d'un ultime effort se maintient sur le podium.

### 2018 - 2019

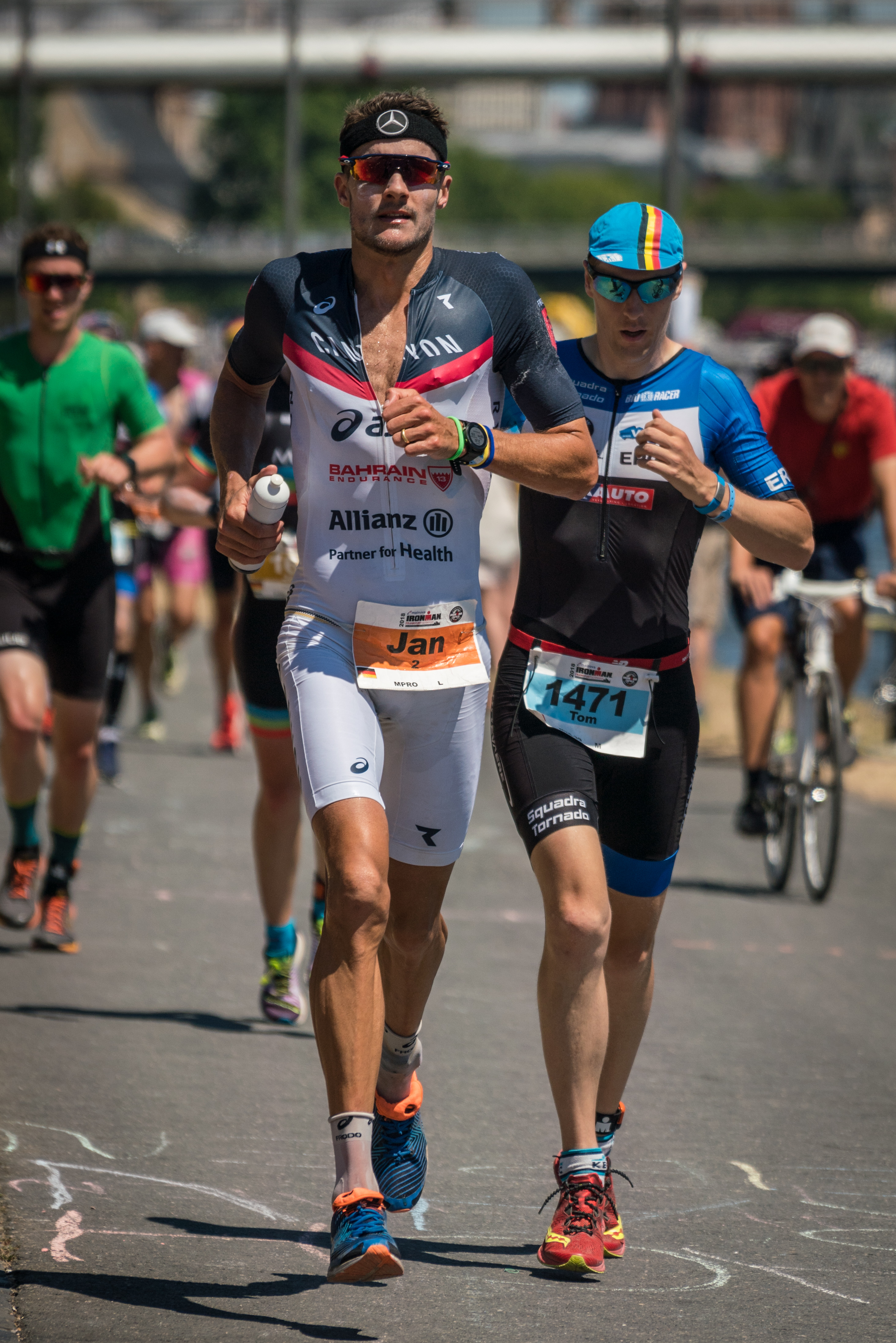
Jan Frodeno 2018 Ironman European Championship Frankfurt

En septembre 2018, l'Allemand  remporte un second titre de champion du monde d'Ironman 70.3 à l'issue d'une bataille sportive intense avec le double champion olympique le Britannique Alistair Brownlee et le tenant du titre, l'Espagnol Francesco Javier Gomez. L'Américain Ben Kanute est le premier à terminer la partie natation avec une maigre avance sur le groupe des professionnels de haut niveau capables d'emporter le titre. La partie vélo voit une stabilisation des positions et l'arrivée à la seconde transition met en place le final à venir entre les champions en titre auxquels s'est joint l'Australien Sam Appleton qui ne peut résister à la pression dès les premiers kilomètres de course à pied. La course à pied se résume en une course à trois où l'Allemand garde une courte avance sur le Britannique, suivi de près par l'Espagnol. Tous séparés d'une trentaine de mètres. Après de multiples attaques et résistances, Jan Frodeno finit par creuser un court écart avec Alistair Brownlee à 1 min 20 s, qui devance Javier Gomez de quelques mètres seulement. Les écarts ne se réduisent plus et Jan Frodeno ajoute à 37 ans un second titre de champion à son palmarès.
Il annonce en septembre son forfait pour le championnat du monde d'Ironman à Hawaï. Victime d'une fracture de fatigue à la hanche, il ne peut défendre ses ambitions sur cette compétition.
En 2019, il revient à son meilleur niveau et remporte pour la troisième fois le championnat du monde d'Ironman. Dans une mer peu calme et au terme des 3800 mètres de natation, il sort de l'eau avec première dizaine de triathlètes. Ce premier groupe a dans ses rangs le tenant du titre, l'Allemand Patrick Lange et le britannique Alistair Brownlee.
Il démarre la partie vélo dont il prend rapidement le contrôle avec comme premier poursuivant, Alistair Brownlee, Tim O'Donnell, Maurice Clavel et Josh Amberger. Au 110e kilomètre lors du demi-tour d'Hawi, Maurice Clavel et Josh Amberger cèdent du temps et prennent un léger retard sur la tête de course. A cet instant Jan Frodeno conserve la tête de course avec deux minutes trente secondes sur ses premiers poursuivant. Un vent d'Est accompagne la partie retour. Le 130e kilomètre voit l'abandon du tenant du titre Patrick Lange qui n'a jamais pu revenir sur la tête de course. À 30 kilomètre de l'arrivée de la seconde épreuve, Jan Frodeno produit son effort et accélère encore le rythme laissant sans réaction ses deux plus proches poursuivants, l'Américain Tim O'Donnell et Alistair Brownlee qui subissent cette attaque finale sans pouvoir réagir. Il parvient à la seconde transition avec plus de deux minutes sur l'Américain, plus de quatre sur son compatriote Sebastian Kienle revenu dans la course et sur le britannique Alistair Brownlee,.
Le marathon ne crée pas de surprise, Jan Frodeno déroule une partie course à pied en 2 h 42 min 43 s et conclut en maintenant un bon rythme de course, par un troisième titre de champion du monde assorti du record de l'épreuve. Il établit une nouvelle marque sur l'épreuve reine en 7 h 51 min 13 s et offre une sixième victoire consécutive au triathlon allemand,,.

### Distinctions
En 2015, à la suite des succès qu'il connait sur les championnats du monde d'Ironman et d'Ironman 70.3, il est élu sportif allemand de l'année par les journalistes sportifs de son pays. Il reçoit cette distinction lors d'une cérémonie organisée dans la ville de Baden-Baden.

### Vie privée
Jan Frodeno  épouse en octobre 2013, après trois ans d'union, la triathlète australienne Emma Snowsill, également médaillée d'or olympique à Pékin en 2008.

## Palmarès
Le tableau présente les résultats les plus significatifs (podium) obtenus sur le circuit international de triathlon depuis 2007.
| Année | Compétition                                         | Pays                | Position      | Temps           |
| ----- | --------------------------------------------------- | ------------------- | ------------- | --------------- |
| 2023  | PTO US Open                                         | États-Unis          | Médaille d'or | 3 h 14 min 11 s |
| 2023  | Ironman 70.3 Andorre                                | Espagne             | Médaille d'or | 4 h 25 min 46 s |
| 2021  | Collins Cup                                         | Slovaquie           | Médaille d'or | 3 h 13 min 8 s  |
| 2021  | Tri Battle                                          | Allemagne           | Médaille d'or | 7 h 27 min 53 s |
| 2021  | Challenge Gran Canaria                              | Espagne             | Médaille d'or | 3 h 41 min 21 s |
| 2021  | Challenge Miami                                     | États-Unis          | Médaille d'or | 2 h 37 min 57 s |
| 2019  | Ironman - Championnat du monde à Kailua-Kona        | États-Unis          | Médaille d'or | 7 h 51 min 13 s |
| 2019  | Ironman Allemagne                                   | Allemagne           | Médaille d'or | 7 h 56 min 2 s  |
| 2019  | Ironman 70.3 Gdynia                                 | Pologne             | Médaille d'or | 3 h 39 min 36 s |
| 2019  | Ironman 70.3 Kraichgau                              | Allemagne           | Médaille d'or | 3 h 53 min 6 s  |
| 2018  | Championnat du monde Ironman 70.3                   | Afrique du Sud      | Médaille d'or | 3 h 36 min 1 s  |
| 2018  | Ironman 70.3 Kraichgau                              | Allemagne           | Médaille d'or | 3 h 49 min 5 s  |
| 2018  | Ironman Allemagne                                   | Allemagne           | Médaille d'or | 8 h 0 min 58 s  |
| 2018  | Challenge Taiwan                                    | Taïwan              | Médaille d'or | 3 h 45 min 2 s  |
| 2018  | Ironman 70.3 Californie                             | États-Unis          | Médaille d'or | 3 h 45 min 5 s  |
| 2017  | Ironman 70.3 Barcelone                              | Espagne             | Médaille d'or | 4 h 3 min 45 s  |
| 2017  | Ironman Autriche                                    | Autriche            | Médaille d'or | 7 h 57 min 20 s |
| 2017  | Challenge Taiwan 113                                | Taïwan              | Médaille d'or | 3 h 48 min 20 s |
| 2017  | Championnat d'Allemagne longue distance MD          | Allemagne           | Médaille d'or | Timing          |
| 2016  | Ironman - Championnat du monde à Kailua-Kona        | États-Unis          | Médaille d'or | 8 h 6 min 30 s  |
| 2016  | Challenge Roth                                      | Allemagne           | Médaille d'or | 7 h 35 min 39 s |
| 2016  | Ironman 70.3 Dubai                                  | Émirats arabes unis | Médaille d'or | 3 h 34 min 48 s |
| 2015  | Ironman - Championnat du monde à Kailua-Kona        | États-Unis          | Médaille d'or | 8 h 14 min 40 s |
| 2015  | Championnat du monde Ironman 70.3                   | Autriche            | Médaille d'or | 3 h 51 min 19 s |
| 2015  | Ironman Allemagne                                   | Allemagne           | Médaille d'or | 7 h 49 min 48 s |
| 2015  | Ironman 70.3 Barcelone                              | Espagne             | Médaille d'or | 4 h 3 min 28 s  |
| 2015  | Ironman 70.3 Californie                             | États-Unis          | Médaille d'or | 3 h 47 min 8 s  |
| 2014  | Ironman - Championnat du monde à Kailua-Kona        | États-Unis          |               | 8 h 20 min 32 s |
| 2014  | Championnat du monde Ironman 70.3                   | Canada              |               | 3 h 42 min 11 s |
| 2014  | Ironman 70.3 Californie                             | États-Unis          |               | 3 h 49 min 25 s |
| 2014  | Ironman 70.3 Auckland                               | Nouvelle-Zélande    |               | 3 h 45 min 40 s |
| 2010  | WTS Séoul                                           | Corée du Sud        |               | 1 h 51 min 49 s |
| 2010  | WTS Hambourg                                        | Allemagne           |               | 1 h 43 min 23 s |
| 2009  | WTS Yokohama                                        | Japon               |               | 1 h 44 min 31 s |
| 2008  | Jeux olympiques - Pékin                             | Chine               |               | 1 h 48 min 53 s |
| 2007  | Grand Prix de triathlon - Étape des Sables-d'Olonne | France              | Médaille d'or | Timing          |
| 2007  | Championnat d'Europe                                | Danemark            |               | 1 h 52 min 15 s |